# Bohdanovce (Košice-okolie)
Vajkovce (deutsch Bogdanowetz, ungarisch Garbócbogdány – bis 1892 Bogdány) ist eine Gemeinde im Osten der Slowakei mit 1176 Einwohnern (Stand 31. Dezember 2024), die zum Okres Košice-okolie, einem Teil des Košický kraj, gehört.

## Geographie
Die Gemeinde befindet sich im Südostteil des Talkessels Košická kotlina, am linken Ufer des Flüsschens Olšava. Das Ortszentrum liegt auf einer Höhe von 221 m n.m. und ist 18 Kilometer von Košice entfernt.
Nachbargemeinden sind Nižný Čaj im Norden, Blažice im Nordosten, Rákoš im Osten, Vyšná Myšľa im Süden und Nižná Hutka im Westen.

## Geschichte

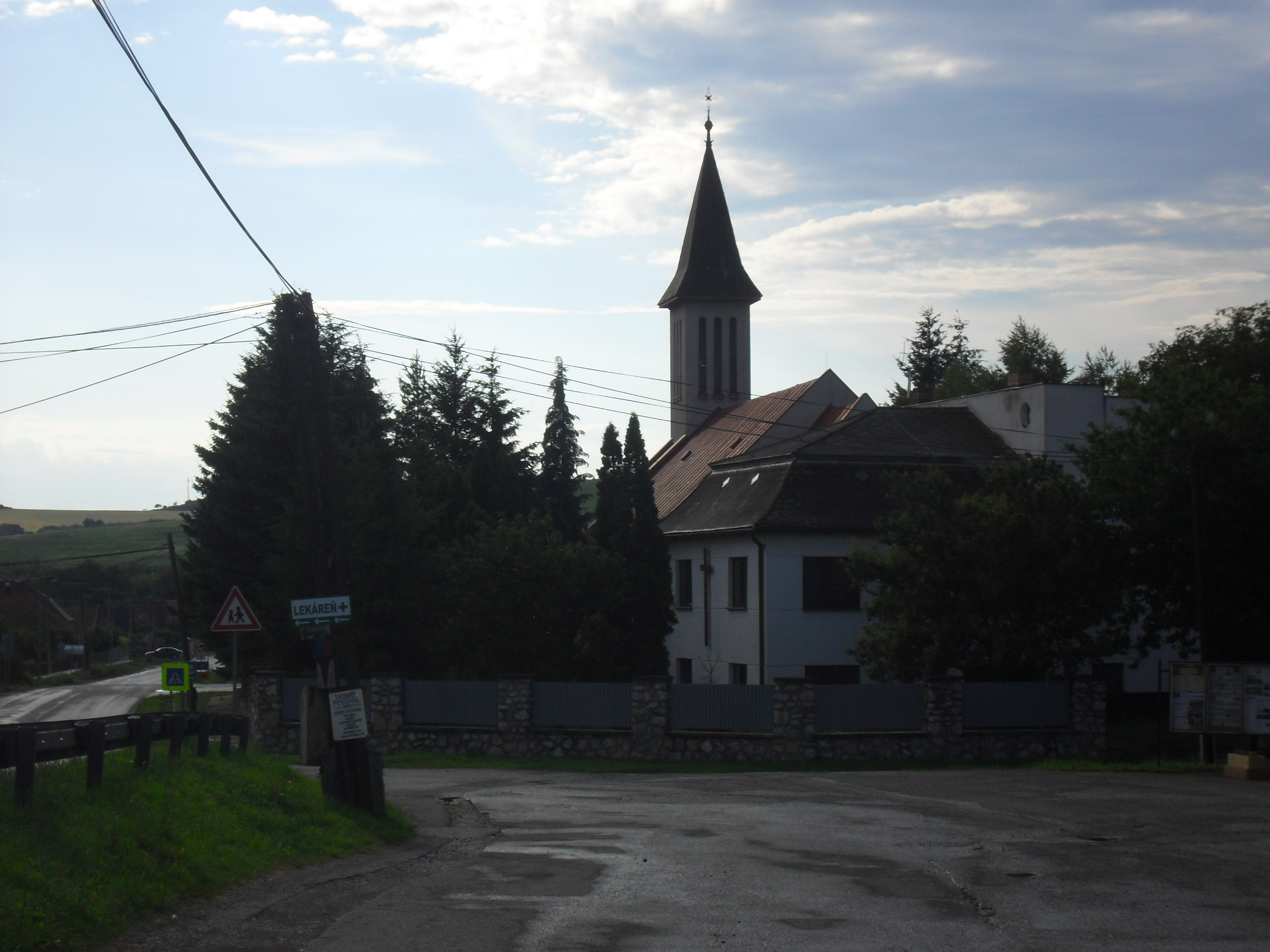
Kirche in Bohdanovce

Bohdanovce wurde möglicherweise schon 1220, gesichert aber 1335 zum ersten Mal als Bogdam schriftlich erwähnt. Im zweitgenannten Jahr erhielt ein Mitglied des Geschlechts Drugeth die Ortsgüter, nachdem der vorherige Besitzer ohne Nachfahren gestorben war. 1337 wird dann der seit dem 19. Jahrhundert mit Bohdanovce zusammengeschlossene Ort Garboc (im modernen Slowakisch auch Garbovce) erstmals erwähnt. 1427 hatte Bohdanovce nach einem Steuerverzeichnis insgesamt 21 Porta. 1828 zählte man 39 Häuser und 310 Einwohner.
Bis 1918/1919 gehörte der im Komitat Abaúj-Torna liegende Ort zum Königreich Ungarn und kam danach zur Tschechoslowakei beziehungsweise heute Slowakei.

## Bevölkerung
| Jahr                | 1994 | 2004    | 2014    | 2024     |
| ------------------- | ---- | ------- | ------- | -------- |
| Anzahl der Personen | 936  | 952     | 1043    | 1176     |
| Unterschied         |      | +1,70 % | +9,55 % | +12,75 % |

| Jahr                | 2023 | 2024    |
| ------------------- | ---- | ------- |
| Anzahl der Personen | 1173 | 1176    |
| Unterschied         |      | +0,25 % |

Gemäß der Volkszählung 2011 wohnten in Bohdanovce 1033 Einwohner, davon 938 Slowaken, sieben Magyaren, jeweils fünf Roma und Tschechen sowie ein Russine. Ein Einwohner gab eine andere Ethnie an und 76 Einwohner machten keine Angabe zur Ethnie.
646 Einwohner bekannten sich zur römisch-katholischen Kirche, 169 Einwohner zur reformierten Kirche, 32 Einwohner zur griechisch-katholischen Kirche, 11 Einwohner zu den Zeugen Jehovas, neun Einwohner zur Evangelischen Kirche A. B., sieben Einwohner zur orthodoxen Kirche sowie jeweils ein Einwohner zu den Baptisten, zur apostolischen Kirche, zur Brüderkirche und zur evangelisch-methodistischen Kirche; sechs Einwohner bekannten sich zu einer anderen Konfession. 63 Einwohner waren konfessionslos und bei 86 Einwohnern wurde die Konfession nicht ermittelt.

## Bauwerke
- reformierte Kirche im Renaissancestil aus dem Jahr 1637
- römisch-katholische Kirche aus dem Jahr 1943